# Zapadni (A.60) Mbam jezici
Zapadni (A.60) Mbam jezici (privatni kod: wsmb), jedna od četiri podskupine mbamskih jezika iz Kameruna. Obuhvaća svega (1) jezik u provimncijama Center i Littoral, tunen, penyin ili Banen [baz], s 35.300 govornika (1982 SIL).
Mbamsku skupinu čini s jezicima sanaga (A.60), zapadni (A.40) mbam i yambasa (A.60).

## Vanjske poveznice
- Ethnologue (14th)
- Ethnologue (15th)